# Şafī Khūn
Şafī Khūn är en ort i Iran.   Den ligger i provinsen Khuzestan, i den centrala delen av landet, 400 km söder om huvudstaden Teheran. Şafī Khūn ligger 964 meter över havet och antalet invånare är 142.
Terrängen runt Şafī Khūn är kuperad söderut, men norrut är den bergig. Runt Şafī Khūn är det ganska glesbefolkat, med 50 invånare per kvadratkilometer. Närmaste större samhälle är Boneh-ye Ḩeydar, 10,6 km väster om Şafī Khūn. Trakten runt Şafī Khūn består i huvudsak av gräsmarker.